# Интрериурі
Интрериурі (рум. Întrerâuri) — село у повіті Марамуреш в Румунії. Входить до складу комуни Коаш.
Село розташоване на відстані 389 км на північний захід від Бухареста, 20 км на південь від Бая-Маре, 78 км на північ від Клуж-Напоки.

## Населення
За даними перепису населення 2002 року у селі проживали 92 особи, усі — румуни. Усі жителі села рідною мовою назвали румунську.